# Windeck-Gymnasium Bühl
Das Windeck-Gymnasium Bühl ist mit fast 900 Schülern eine der größten Schulen in Bühl. Es befindet sich im Süden der badischen Stadt. Die Schule besteht aus einem Neu- und Altbau. 1893 wurde die Schule als erste „Höhere Bürgerschule der Stadt Bühl“ eingeweiht.

## Bekannte Lehrer
- Ursula Lazarus (* 1942), Politikerin (CDU), ab 1992 stellvertretende Schulleiterin
- Götz Frömming (* 1968), Politiker (AfD)
- Bob Blume (* 1982), Webvideoproduzent und Autor